# Landesjugendring Berlin

Logo des Landesjugendrings Berlin

Der Landesjugendring Berlin e. V. ist ein 1949 gegründeter freiwilliger Zusammenschluss von Jugendorganisationen im Land Berlin. Er vertritt die gemeinsamen Interessen seiner Mitgliedsverbände in der Öffentlichkeit, insbesondere gegenüber Parlament und Regierung.

## Organisation
Der Landesjugendring Berlin ist der Zusammenschluss der Berliner Jugendverbände. Er tritt ein für Selbstorganisation, Mitbestimmung und ehrenamtliches Engagement junger Menschen. Er setzt sich für das Recht junger Menschen auf Entwicklung ihrer Persönlichkeit und gesellschaftliche Teilhabe ein. Dazu gehört es zum einen, Jugendliche dabei zu unterstützen, ihre Interessen zu erkennen, zu formulieren und zu vertreten, zum anderen aber auch, gesellschaftliche Rahmenbedingungen so mitzugestalten, dass diese Teilhabemöglichkeiten bieten.
Im Land Berlin ist der Landesjugendring Berlin Zentralstelle für den Jugendleiter-Ausweis Juleica. Er ist zuständig für die Anerkennung der Träger und die Vergabe der Juleica. Jugendleiter erhalten als Nachweis ihrer Ausbildung und ihres Engagements sowie als Anerkennung für ihren ehrenamtlichen Einsatz eine Juleica.
Der Landesjugendring Berlin vergibt außerdem die öffentlichen Fördergelder für Jugendverbände und Jugendbildungsstätten des Landes Berlin als beliehenes Unternehmen des Landes. Er prüft die Förderanträge, stellt die Zuwendungsbescheide im Auftrag des Landes aus und prüft die Verwendungsnachweise – in Zusammenarbeit mit der Senatsverwaltung für Bildung, Jugend und Familie.

### Gremien

#### Hauptausschuss
Der Hauptausschuss ist das Gremium, das zwischen den jährlichen Mitgliedsversammlungen Entscheidungen trifft. Jeder Mitgliedsverband und jede Arbeitsgemeinschaft ist darin mit einer Stimme vertreten. Der Hauptausschuss setzt Kommissionen ein, die den Vorstand und den Hauptausschuss beraten. Zurzeit gibt es die Kommission Juleica und die Kommission Jugendhilfe.

#### Mitgliederversammlung
Die Mitgliederversammlung ist das höchste beschlussfassende Gremium im Landesjugendring Berlin. Einmal im Jahr treffen sich die Delegierten aus allen Mitgliedsverbänden und Arbeitsgemeinschaften, um über inhaltliche Schwerpunkte zu beraten, über den Haushalt abzustimmen und den Vorstand zu wählen.

#### Vorstand
Der Vorstand besteht aus dem/der Vorsitzenden und maximal weiteren sechs Personen, drei Frauen und drei Männern. Seine Aufgaben sind: die Umsetzung der Beschlüsse der Mitgliederversammlung und des Hauptausschusses, die Koordinierung der inhaltlichen und organisatorischen Entwicklung des Landesjugendrings und die Wahrnehmung der jugendpolitischen Interessenvertretung.

### Ziele
Der Landesjugendring Berlin setzt sich ein für die Verwirklichung des Rechts Jugendlicher auf gesellschaftliche Teilhabe in der demokratischen Gesellschaft. Gesellschaftliche Teilhabe beruht auf Mitbestimmung, Selbstorganisation und Ehrenamt. Die Arbeit des Landesjugendrings orientiert sich an diesen Prinzipien.
- Selbstorganisation ist das zentrale Strukturmerkmal der Jugendverbandsarbeit. Kinder und Jugendliche schließen sich in Jugendverbänden zusammen und gestalten diese. In Jugendverbänden und -ringen bringen sie Anliegen und Interessen junger Menschen zum Ausdruck und vertreten diese.
- Mitbestimmung steht für das Recht von Kindern und Jugendlichen, in allen sie betreffenden und sie interessierenden Fragen mitzugestalten. Mitbestimmung ist Ausdruck des Bürgerstatus von Kindern und Jugendlichen. Sie nimmt Kinder und Jugendliche als gleichberechtigte Mitglieder der Gesellschaft ernst und reduziert sie nicht auf „unfertige Objekte“, die in die Gesellschaft „integriert“ werden müssen.

Die Mitbestimmung und Selbstorganisation von Kindern und Jugendlichen mündet vielfach in der Übernahme von Verantwortung beziehungsweise in ehrenamtlichem Engagement. In Jugendverbänden verbinden junge Menschen ehrenamtliches Engagement mit der Vertretung ihrer Interessen. Engagement und Interessenvertretung sind konstitutiv für unsere Gesellschaft, sie begründen Zusammenhalt und gestalten Gesellschaft.
Der Landesjugendring und seine Mitglieder stehen ein für:
- eine nachhaltige Kinder- und Jugendarbeit im Land Berlin
- Mitbestimmung und Partizipation von jungen Menschen in allen gesellschaftlichen, politischen und sozialen Bereichen
- selbstbestimmte und selbstorganisierte Jugendarbeit innerhalb demokratischer Strukturen
- die Förderung und Anerkennung von ehrenamtlichem Engagement
- Parteilichkeit und Werteorientierung

### Projekte
Der Landesjugendring e. V. ist oder war Träger folgender Projekte:
- Freiwilliges Soziales Jahr (FSJ) an der Schnittstelle Jugendverband – Schule (seit 2010)
- Zusammen SEIN – Projekt zu Inklusion in Jugendverbänden (2024–2026)
- Jung, geflüchtet, selbstbestimmt – Jugendverbandsarbeit mit jungen Geflüchteten (2015–2023)
- Auf geht's Berlin: #wahlaltersenken – Kampagne für das Wahlalter 16 bei den Berliner Abgeordnetenhauswahlen 2021 (bis 2022)
- Vom FÜR zum MIT – Zugänge von jungen Geflüchteten in die Mitwirkungsstrukturen der Jugendverbandsarbeit (2017–2019)
- Our Rights in Action – Angebote für junge Geflüchtete zu den Themen Kinderrechte und Kinderschutz (seit 2018)
- EA-TEAM: Mission gutes Ehrenamt – Politische Forderungen für mehr Zeit und Anerkennung für junge Ehrenamtliche (2017–2018)
- Juleica – Die Jugendleitercard, Zentralstelle Berlin
- Ausbildung von Trainern für außerschulische politische Jugendbildung in der Jugendverbandsarbeit
- Fortbildungsangebote für Ehrenamtliche und Hauptamtliche in Jugendverbänden

## Mitgliedsverbände Landesjugendring Berlin
| - Arbeiter-Samariter-Jugend Berlin - Berliner Jugendfeuerwehr - Berliner Jugendrotkreuz - Bezirksjugendring Mitte - Bezirksjugendring Neukölln - Bezirksjugendring Reinickendorf - Bezirksjugendring Steglitz-Zehlendorf - Bund der Alevitischen Jugendlichen (BDAJ) Berlin - Bund der Deutschen Katholischen Jugend (BDKJ) Berlin - Bund Deutscher PfadfinderInnen (BDP) Berlin - BUNDjugend Berlin - CVJM-Ostwerk e. V. - Deutsche Schreberjugend Berlin - DGB-Jugend Berlin-Brandenburg - Esperanto-Jugend - Evangelische Jugend Berlin-Brandenburg-schlesische Oberlausitz (EJBO) - Hashomer Hatzair Ken Berlin - Johanniter-Jugend in der Johanniter-Unfall-Hilfe e. V., Regionalverband Berlin - Jubel3 mit Gebärdensprache e. V. | - Jugendbund djo-Deutscher Regenbogen, Landesverband Berlin e. V. - Jugendnetzwerk::lambda Berlin Brandenburg - Jugendwerk der Evangelischen Freikirchen - Jungdemokrat*innen/Junge Linke (JD/JL) Berlin - Junge Briefmarkenfreunde Berlin - Junge Europäische Föderalist:innen Berlin-Brandenburg - Junge Humanist_innen (JuHu) Berlin - Junge Presse Berlin e. V. - KINDERRING Berlin e. V. - Landesjugendwerk der AWO in Berlin - Landesschüler*innenvertretung (LSV) Berlin - Naturfreundejugend Berlin - Naturschutzjugend Berlin - Pfadfinderbund Weltenbummler – Landesverband Berlin–Brandenburg - Ring Deutscher Pfadfinderinnen- und Pfadfinderverbände – Arbeitsgemeinschaft Berlin-Brandenburg - Sozialistische Jugend – Die Falken Landesverband Berlin - Sportjugend Berlin - Technisches Hilfswerk – THW-Jugend Berlin, Brandenburg, Sachsen-Anhalt |

## Jugendbildungsstätten im Landesjugendring Berlin
| - Bildungsstätte der Sportjugend Berlin - DGB Jugendbildungsstätte Flecken Zechlin - Jugendbildungsstätte Haus Kreisau - Jugendbildungsstätte Helmut-Gollwitzer-Haus - Jugendbildungsstätte Kaubstraße e. V. - Jugendbildungsstätte Kurt-Löwenstein - wannseeFORUM Berlin |